# Patrick Gordon (cầu thủ bóng đá)
Patrick Gordon (sinh ngày 19 tháng 2 năm 1870 tại Renton, Tây Dunbartonshire) là một cầu thủ bóng đá người Scotland, từng chơi ở vị trí tiền vệ cho Liverpool F.C. ở Football League. Trước khi chơi cho Liverpool, Gordon đã chơi cho các đối thủ địa phương của họ như Everton F.C. trước khi anh ấy được Liverpool mở ký hợp đồng vào năm 1893. Gordon đã chơi trong mùa giải đầu tiên vào mùa giải 1893-94, xuất hiện 21 trong số 28 trận đấu và ghi được sáu bàn thắng. Anh ấy đã chơi trong năm trận đầu tiên của mùa giải trước khi chuyển đến Blackburn Rovers F.C. Anh đã thay thế James Haydock trong đội hình xuất phát và ghi 2 bàn trong 12 trận anh chơi trước khi hợp đồng của hết hạn.